# Marcela del Valle
Marcela Del Valle Puertas (Curicó, 16 de agosto de 1980) es una actriz y productora de cine chilena.

## Biografía
Es oriunda de Curicó, donde estudió en la Alianza Francesa de esa ciudad. Siguió teatro en el DuocUC, aunque se retiró antes para estudiar locución en la Escuela de Locutores de Chile.
Se hizo conocida en 2005 al protagonizar la cinta chilena Secuestro de Gonzalo Lira. Ese mismo año debutó en televisión en la teleserie Gatas y Tuercas de Canal 13.
Posteriormente, llegó a Chilevisión para estar en Vivir con 10, la primera teleserie del canal, y se mantuvo en las siguientes producciones.
Fue conductora de radio FM Tiempo con los programas Republicanos y Superados.
En 2018 protagonizó la película American Huaso junto a su novio, el actor José Palma.

## Filmografía
| Año  | Título          | Papel           | Notas                | Director              |
| ---- | --------------- | --------------- | -------------------- | --------------------- |
| 2005 | Secuestro       | Catalina        |                      | Gonzalo Lira          |
| 2008 | Santos          | Camila Salazar  |                      | Nicolás López         |
| 2010 | Ni una caricia  | Rayén           |                      | Beatriz Maldonado     |
| 2018 | American Huaso  | María del Campo | Productora ejecutiva | Diego García-Huidobro |
| 2025 | ¿Cuándo te vas? | Asist. virtual  | Productora ejecutiva | Boris Quercia         |

## Televisión
| Año  | Título          | Papel                   | Notas                      |
| ---- | --------------- | ----------------------- | -------------------------- |
| 2005 | Gatas y tuercas | Rocío Briceño           | Elenco principal           |
| 2007 | Vivir con 10    | Máxima Solé             | Elenco principal           |
| 2008 | Mala conducta   | Nicole Gallardo         | Antagonista; 182 episodios |
| 2010 | Mujeres de lujo | Blanca Meyer / Amatista | Protagonista; 67 episodios |
| 2011 | Infiltradas     | Macarena Sastre         | Elenco principal           |
| 2012 | La sexóloga     | Dayana Cruz             | Elenco principal           |
| 2013 | Socias          | Claudia Riesco          | 5 episodios                |
| 2013 | Mamá mechona    | Macarena Muñoz          | ¿? episodios               |
| 2014 | Valió la pena   | Magdalena Tagle         | Elenco principal           |

#### Programas
- La divina comida (Chilevisión, 2017)
- Pasapalabra (Chilevisión, 2018)

| Año  | Título                          | Papel     | Notas                           |
| ---- | ------------------------------- | --------- | ------------------------------- |
| 2008 | Huaiquimán y Tolosa             | Camila    | Episodio: ¿Infidelidad?         |
| 2010 | Infieles                        | Amatista  |                                 |
| 2011 | 12 días que estremecieron Chile | Valentina | Episodio: Golpe militar de 1973 |
| 2014 | El hombre de tu vida            |           |                                 |

## Vídeos musicales
| Año  | Título    | Artista                | Dirección     |
| ---- | --------- | ---------------------- | ------------- |
| 2017 | La Verdad | La Bandita del Domingo | Tania Morello |